# Max Brod
Max Brod (27 tháng 5 năm 1884 - 20 tháng 12 năm 1968) là một nhà văn, nhà soạn nhạc, nhà báo người Do Thái sinh ra ở Séc và viết bằng tiếng Đức, sau đó nhập quốc tịch Israel. Mặc dù ông là một nhà văn viết nhiều và gặt hái nhiều thành công ngay từ đầu văn nghiệp, ông nổi tiếng nhất với tư cách người bạn, nhà viết tiểu sử của Kafka. Được Kafka ủy thác tất cả tác phẩm, bản thảo, Brod đã không theo di nguyện của Kafka là đốt tất cả chúng, thay vì thế bảo tồn và đem chúng xuất bản.